# Rezerwat miłości (album)
A Rezerwat miłości a Skaldowie együttes 1979-ben megjelent nagylemeze, amelyet a Muza adott ki. Katalógusszáma: SX 1763.

## Az album dalai

### A oldal
1. Rezerwat miłości
2. Jasny dzień przynosisz
3. Wierniejsza od marzenia
4. Nie widzę ciebie w swych marzeniach

### B oldal
1. Z tobą wszystko jest niezwykłe
2. Pora chleba i owoców
3. Pójdę do nieba
4. Dopóki jesteś
5. Gdyby nie śpiewał nikt